# 7人の悪魔超人
7人の悪魔超人（しちにんのあくまちょうじん）は、ゆでたまごの漫画『キン肉マン』に登場するキャラクター、
- バッファローマン
- ステカセキング
- ブラックホール
- スプリングマン
- アトランティス
- ミスター・カーメン
- ザ・魔雲天

の7人を指す総称。「7人の悪魔超人編」において、主人公・キン肉マンと相対する初めての明確な敵として登場した超人たちである。なお、青リンクのキャラクターについては、それぞれの項目を参照。
媒体によってプロフィールが異なるキャラクターもいるため、その場合は併記する。

## 概要
初登場は7人の悪魔超人編「地獄から来た7人の巻」。あまりの残虐ファイトゆえに超人オリンピック参加を禁止されていた超人たち。その試合は相手が息絶えるまで続くとされ、その姿は悪魔そのものといわれる。超人オリンピックV2チャンピオンとなったキン肉マン、およびキン肉マンの仲間であるアイドル超人と戦う。
その正体は大魔王サタンに魂を売り渡し、サタンの意志通りに動く悪魔超人の尖兵である。彼らの上に悪魔六騎士、悪魔将軍がいる。ヒラの悪魔ではあるが、バッファローマンを中心として格上の六騎士たちに負けないプライドを持つ独立部隊として機能している。
作者のゆでたまごの嶋田隆司によると、敵と分かるような読者からの超人応募が多かったことと、キン肉マン周辺のキャラクターが固まってきたため、団体戦を行うための明確な敵として悪魔超人の登場を決定。当時の担当編集者・松井栄元との打ち合わせで7人と決めたものの、その人選はシリーズ開始後もまだ決まっておらず、当初は別の超人が登場していたり、デザインが異なる超人もいた。現在においても「今さら直す気も起こらない」という理由で、あえてそのままにしているという。松井栄元は、7人の悪魔超人編は『伊賀の影丸』を意識していると語っている。
『キン肉マン』初期のアメリカ遠征編では小学生の読者に馴染みの無いアメリカを舞台にしたことが人気が落ちた要因となったため、その反省を活かして7人の悪魔超人編では試合会場を日本国内限定にし、大反響を得る結果となった。その中でも特にアトランティスとロビンマスクの試合会場である不忍池の評判が良かったという。また、ザ・魔雲天との闘いでテリーマンが奇跡的に生還した回は『キン肉マン』の『週刊少年ジャンプ』連載上において初めて読者アンケートで1位を獲得した。

## 略歴
悪魔のような残虐ファイトを繰り返していた「7人の悪魔超人」は、彼らの暴走を危惧した宇宙警察および10万人の超人たちにより、超人ホイホイのスペースボックスに閉じ込められ宇宙に幽閉されていた。そして時が流れ、超人オリンピックV2を達成したキン肉マンがファンの胴上げにより宇宙空間に投げ出されてしまい、解除スイッチに激突したことによりホイホイより解放される。
その直後、超人と子供たちのファン感謝デーに乱入した7人はキン肉マンに挑戦する。キン肉マンは恐怖のあまり挑戦を拒むが、キン肉マンのお目付け役であるミートがバッファローマンにより身体をバラバラにされる。7つに分けられた身体を10日以内に集めないとミートは生き返らない。ミートを救うため、キン肉マンは悪魔超人の挑戦を受けることになった。7人が持っていた身体の部分は以下の通り。
- バッファローマン（頭）
- ステカセキング（胴体）
- ブラックホール（右腕）
- スプリングマン（左腕）
- ザ・魔雲天（腰）
- アトランティス（右足）
- ミスター・カーメン（左足）

ステカセキング、ブラックホールを破ったキン肉マンだが、連戦による疲労とダメージで倒れる。代わってテリーマン、ロビンマスク、ウォーズマン、ブロッケンJr.、ウルフマン（リキシマン）が悪魔超人に立ち向かった。この戦いでロビンマスク、ウォーズマン、ウルフマンが犠牲となり、辛くも勝利を収めたテリーマンとブロッケンJr.も傷ついていた。
残る3人の悪魔超人に対し、再びキン肉マンが戦う。ロビンマスクを破ったアトランティスを倒し、さらに救世主・モンゴルマンの協力を得て、バッファローマン・スプリングマン組に勝利する。
戦いの後、バッファローマンは改心し正義超人の仲間になることを約束するが、悪魔の制裁を受け死亡。敗れた7人の悪魔超人は悪魔六騎士に首を刎ねられ、遺体は胴塚に放置された。バッファローマン以外の6人は六騎士の一人・アシュラマンに腕を奪われている。
夢の超人タッグ編では、バッファローマンはモンゴルマンとの2000万パワーズ、ブラックホールはペンタゴンとの四次元殺法コンビとして大会に参加。他の5人はマッスル・ブラザーズ（キン肉マンとキン肉マングレート）VSはぐれ悪魔超人コンビ（アシュラマンとサンシャイン）戦で、アシュラマンの用意した地獄のキャンバスから悪霊となって出現するが、マッスル・ブラザーズによりキャンバスに封じられた。
完璧超人始祖編では、完璧超人の一派「完璧・無量大数軍」と正義超人の全面対抗戦が勃発。7人の悪魔超人は全員復活して悪魔将軍から完璧超人の粛清を命じられ、悪魔超人に復帰したバッファローマンを中心に陽動部隊としてこの戦いに乱入。治療中のアイドル超人に代わり完璧・無量大数軍と対戦する。7年前のアイドル超人との戦いに敗れて以来訓練を続けており、回想シーンでは本拠地である魔界における修業風景も描かれた。

## バッファローマン
7人のリーダー格。超人強度1000万パワーを誇る。得意技はハリケーン・ミキサー。

## ステカセキング

### 概要（ステカセキング）
初登場は7人の悪魔超人編「さけたミート!!の巻」。背中にミラクル・ランドセルを背負い、胴体がカセットプレーヤー、両脚にレッグパワーヘッドフォンを装備している機械超人。世界中のあらゆる超人のデータが入ったカセット「超人大全集」によって別の超人になりきる能力を持つ。自分のテープヘッドの掃除を欠かさない。口癖は「ケケケー」。アニメ版では身体のデザインが大きく異なる。
7人の悪魔超人の中では実力的に一番の格下とされるが、ムードメーカーの役割を果たしており、影のリーダー的存在だった。さらに「超人大全集」のおかげで、名だたる超人たちを相手にトレーニングができることから、正義超人には負けないという自信を仲間に与えていた。しかしステカセキング自身はアスリートというよりコレクターのような性格で、超人データを集めることに熱中していた。アニメでは自分自身のことは合理的な新しいタイプの超人であると自負している。スプリングマンとは悪魔修行の頃からの盟友である。
ゆでたまごによれば、当時のウォークマンブームから登場させたという。

### 経歴（ステカセキング）
他の悪魔超人と共にファン感謝デー乱入直後、ウォーズマンの聴音器官を破壊し、キン肉マンを音楽で操り、自らを最初の対戦相手に指名させた。7人の悪魔超人の先鋒として、音楽の供給元であるラジオ番組をより良く受信できる東京タワーの下の特設リングでキン肉マンと対決。
各種超人大全集を使用しキン肉マンを苦戦させ、さらに悪魔のシンフォニーで苦しめるが、落語の放送（アニメでは牛丼音頭）を聞かせて元気にしてしまったことと、ダメ超人時代の「3年前のキン肉マン」のカセットを使用してしまい、弱くなったために敗北。しかし、キン肉マンに大ダメージを与えることには成功した。アニメ版では、秘技・三分殺しを使って、さらにキン肉マンを苦しめた。
悪魔騎士に斬首された後、アシュラマンに左腕を奪われ、左上の腕にされていた。この腕は、テリーマンの攻撃で切断されている。
夢の超人タッグ編では、悪霊となって登場。魔雲天と共に最後まで残っていたが、蹴倒されたところをマッスル・ブラザーズのマッスル・ローリングで潰されている。キン肉星王位争奪編の初期には、超人墓場で浮遊していた。
完璧超人始祖編で復活して、ウォーズマンに代わりソ連・赤の広場で完璧・無量大数軍のターボメンと対戦。かつて弱い頃のキン肉マンのカセットで敗北した経験をターボメンに愚弄されるが、「新・超人大全集」のカセットでキン肉マンゼブラなどの強豪超人の技を駆使して成長を見せつけた。しかし相手の攻撃を吸収、増幅して送り返すターボメンのターボチャージャー能力により、肉体が自壊し逆転負けを喫する。
ステカセキングが最後に使用したのはウォーズマンのカセットだったが、ターボメンからウォーズマンに固執した理由を聞かれた際、「正義超人の助太刀ではない。あくまでウォーズマンの技でお前を倒せると踏んだからだ」と語っていた。
作画担当の中井義則は久しぶりに7人の悪魔超人を描けて楽しかったが、特に面白かったのはステカセキングだったと語っている。原作担当の嶋田隆司は、ターボメンの相手はウォーズマンだといかに思わせるかが登場のインパクトに繋がるため、そこにまず気を遣ったと語っており、意表を突くために思いつきでゼブラに変身させたら予想を遥かに超える大反響だったという。
人気投票企画「キン肉マン超人総選挙2013」では18位にランクインしている。「キン肉マン超人総選挙2021」では第29位にランクインし、『週刊プレイボーイ 2021年第50号』の裏表紙を飾った。

### 補足（ステカセキング）
アニメ第4話Bパート「アルバイトはつらいよ」でキン肉マンがステカセキング戦の原作を読んでいた。
防災アニメ『キン肉マンの交通安全』ではトラックを運転していた。
『CRぱちんこキン肉マン』では3年前のキン肉マンのカセットをつけたまま登場する。
小説『ディープオブマッスル!!』ではステカセキングがメインのエピソードがある。『キン肉マンII世』の超人オリンピック ザ・レザレクションの頃には超特大カセットテープが生産中止になっており、超人大全集の最終巻をキン肉万太郎で飾ろうとデータ収録を目論んでいた。
学研の図鑑『キン肉マン「超人」』によると「道具のなかま」の中の「家電の超人」に分類されている。また、人間が開発した道具が基になって誕生したという解説もある。

### 主要対戦成績（ステカセキング）
- ×キン肉マン（キン肉バスター アニメではアトミックドロップ）
- ×ターボメン（完遂刺し）

### 得意技（ステカセキング）
悪魔のシンフォニー / 地獄のシンフォニー
対戦相手の頭部に飛びつき、足のヘッドホンで最高100万ホーンもの大音量の音楽を聞かせる技。アニメでは300万ホーンまで出せるが、200万ホーンまでしか使用していない。
悪魔のシンフォニーの他、地獄のシンフォニーとも呼ばれる。
柳田理科雄の解釈によると実際に100万ホーンの音量を流すと、宇宙が跡形もなく消し飛ぶ威力になるという。
秘技・三分殺し
アニメオリジナル技。上述の悪魔のシンフォニーを受けてから3分後、耳の中で一生涯悪魔のシンフォニーが響き続け再起不能に陥らせる技。この技でウォーズマン、キン肉マンは一時的に戦闘不能となった。しかしウォーズマンが攻略法を見出し、自分とキン肉マンの耳を押し当て、互いの音をぶつけることで発するステレオ効果で悪魔のシンフォニーを無効化することに成功した。
超人大全集
背中のミラクル・ランドセルに搭載された巨大カセット。これを胴体に入れて再生することにより、力や技をコピーし別の超人になりきる。再生時間は短く、頻繁にカセットを交換する必要がある。
作中ではウォーズマン（第3巻）、ラーメンマン（第5巻）、ロビンマスク（第1巻）、3年前のキン肉マン（ゲーム版では第2巻に設定）のカセットが登場している。
また、ゲーム『キン肉マン マッスルグランプリMAX』では、テリーマン（第4巻）、 ブロッケンJr.（第6巻）、ウルフマン（第7巻）、カナディアンマン（第8巻）、スペシャルマン（第9巻）、スカイマン（第10巻）、キン肉マン（第29巻）、悪魔将軍（第666巻）のカセットが登場した。ゲーム『マッスルショット』では、ミスター・カーメン（第18巻）、悪魔将軍（第99巻）のカセットが登場した。
新・超人大全集
完璧・無量大数軍との戦いで披露した新たな超人大全集。キン肉マン戦以降の7年間に登場した強豪超人の能力も収録されている。
作中ではキン肉マンゼブラ（第2巻）、ネプチューンマン（第5巻）、マンモスマン（第1巻）、ウォーズマン（第4巻）のカセットが登場。
ゼブラのカセット使用時には体が白黒の縞模様となり、マッスル・インフェルノを使用した。ネプチューンマンの髭と胸の鋲を再現し喧嘩ボンバーとダブルレッグ・スープレックス、マンモスマンのノーズ・フェンシング、ウォーズマンのベアークローなども再現した。
なお、ウォーズマン以外の古いカセットはほとんど倉庫送りにしたという。

### プロフィール（ステカセキング）
- 種別 - 悪魔超人
- 出身 -  ベルギー[22]（当初は不明とされていた[23]） /  日本[24]
- 身長体重 - 214cm 700kg[22]
- 超人強度 - 250万パワー[22]
- 年齢 - 21歳[25]

#### 担当声優（ステカセキング）
- 二又一成（テレビアニメ『キン肉マン』[26]）
- 柿原徹也（テレビアニメ『キン肉マン 完璧超人始祖編』[27]）

#### タイトル歴（ステカセキング）
- なし[28]

#### 異名（ステカセキング）
- 肥満ブタ[29]
- 1000の体をもつ超人[30]
- 音の魔術師[31]
- 地獄からきた轟音マシーン[32]

## ブラックホール
2番目に登場・対戦した悪魔超人。身軽で空中殺法や四次元殺法を得意とする。

## スプリングマン

### 概要（スプリングマン）
名前の通り全身が鋼鉄製のバネになっている軟体超人。身体には両手の指以外の関節がなく、骨格も頭部・両腕・両脚以外は持たない。そのため投げ技や関節技などがほとんど通用しない。バネの身体を利用した攻撃を得意とする。口癖は「ケケケ〜」。登場初期では顔に傷があり、右手が針状の突起となっていた。また作画担当の中井によると昔は螺旋状のボディを省略していたが、今（完璧超人始祖編）は時計回りに拘って描いているという。
7人の悪魔超人の副将格。作中では語られていないが、4000歳の長寿超人である。超人の中でも高齢であるだけに超人界の事情に精通しており、数々の修羅場も潜り抜けているため、要所要所で他の悪魔超人に適切なアドバイスを与えていた。風呂にはあまり入っていない。アニメでは砂鉄にも弱い。残虐性と智謀を併せ持ち、バッファローマンのよき参謀兼パートナーとして大きな信頼を寄せられている。ステカセキングとは悪魔修行の頃から盟友で、鬼教官スニゲーターのもとで特にしごかれた仲だった。ステカセを殺したターボメンには強い怒りを見せている。
7人の悪魔超人編の時点でキン肉マンのコミックスをまだ買い揃えておらず、「オレも早く買い揃えないとな」とコメントしていた。
『キン肉マンII世』では、悪魔の種子編にて伝説超人（レジェンド）の一人として再登場。黒縁の眼鏡をかけていた。
バッファローマンとのタッグはブルーザー・ブロディとジミー・スヌーカのタッグがモチーフであり、スプリングマンの全身がバネなのは"スーパーフライ"の異名を取るほどの跳躍力を誇るスヌーカを参考にしたため。
『キン肉マン 77の謎』では4000年近くの長い人生（?）の中で果てしなく続く人間たちの醜い争いに失望し、大魔王サタンに魂を売って悪魔超人になったのではないかと語られている。
学研の図鑑『キン肉マン「超人」』によると「玩具・遊具のなかま」の中の「アクティビティ玩具の超人」に分類されており、バネの体が最大限に伸びきった状態の全長は950cmで最高身長超人の記録を持っていたが、近年同じアクティビティ玩具の超人スパイラルマンの最大全長より40cm短いことが判明したとされている。

### 経歴（スプリングマン）
バッファローマンたちとともにファン感謝デーに乱入、キン肉マンに挑戦する際は「盛大な葬式をあげてやるぜ」と発言した。
アイドル超人との対抗戦では、鳥取砂丘においてサンドデスマッチでウルフマンと対戦。ゴング前に奇襲を仕掛けるも砂の中に埋まり、ウルフマンの張り手の猛攻を受けるがバネの体をのけぞらせることにより無効化。ウルフマンのボディスラムに苦しむ振りをして、わざと何度も投げつけさせることで地盤を硬めさせ、デビル・トムボーイでウルフマンをバラバラにして惨殺した（アニメでは、リキシマンの筋肉組織を破壊して再起不能にした）。ゆでたまごによれば、試合会場に鳥取砂丘を選んだ理由はデビル・トムボーイありきで砂のある場所からの逆転劇を考え、鳥取砂丘を閃いたからとのこと。ゆでたまごの嶋田によるとスプリングマンは当初はイロモノ感覚で出したが、ウルフマンを破ったことが大反響を得て、予想以上の大物になったという。
対抗戦の終了後は、バッファローマンとタッグを組みキン肉マンと闘うが、助っ人として参戦したモンゴルマンとの一騎討ちに。ウルフマンと同じくデビル・トムボーイをかけるもモンゴルマンの髪の毛を利用した技・闘龍極意ネコジャラシによってかわされ、さらに地獄のシャワーで雨を浴びて身体が錆びてしまう。最後はレッグ・ラリアートを食らい、高圧電流が流れるフェンスに叩きつけられて敗北した。
その後、悪魔騎士に斬首され、アシュラマンに右腕を奪われ、右上の腕にされていた。この腕はテリーマンの攻撃で切断されている。夢の超人タッグ編では悪霊となって登場するが、1コマだけ顔を見せて姿を消す（アニメでは他の悪霊と共にマッスル・ブラザーズのマッスル・ローリングで潰されている）。キン肉星王位争奪編の初期には、超人墓場で浮遊していた。
完璧超人始祖編で復活。悪魔超人と完璧・無量大数軍との対抗戦が始まる中で東京ドームグラウンドに現れ、バッファローマンと共に試合を観戦していた。この時キン肉マンが到着していなければピークア・ブーと戦う予定だった。無量大数軍の第2陣の登場と共に自身も参戦。鳥取砂丘のサッカラ階段ピラミッドリング第4ステップにてグリムリパーと対戦するが、不慮の事故により第5ステップのリングが崩壊しバッファローマンとターボメンが第4ステップへ落下。急遽タッグマッチとなり、バッファローマンとのタッグ「ディアボロス」を再結成し、グリムリパーとターボメンのタッグ「ジョン・ドウズ」と戦う。盟友ステカセキングを討ち倒したターボメンに激しい敵意を持ち、元来のトリッキーな動きとさらに強化された必殺技で翻弄する。ステカセキングやスニゲーターとの訓練をしており、その賜物で強化した螺旋壊体搾りとスプリングナイフでターボメンを追い詰めるが、ターボメンのアースユニットによるパワー増幅能力で鉄のボディの硬度を限界まで上げられ、バネとして機能できなくなり技を破られてしまう。さらに顔面にリボルバーフィンを受けてダウンするが、不屈の闘志で立ち上がり、バッファローマンと共にツープラトン「ディアボロス・ロングホーン・トレイン」を発動。両脚が砕けながらも死力を尽くしてターボメンを撃破する。仇討ちの成功に満足げな笑みを浮かべ、「生まれ変わってもまたタッグを組みたい」とバッファローマンに後を託して絶命、崩壊していった。
『キン肉マンII世』 悪魔の種子編では、デーモンシードNo.1のザ・コンステレーションとの闘いの負傷で入院中のバッファローマンを見舞った後で彼に肩を貸して、共に恐山で行われていたキン肉万太郎対再生アシュラマンの試合に駆けつけた。

### 主要対戦成績（スプリングマン）
シングルマッチ
- ○ウルフマン（リキシマン）（デビルトムボーイ アニメではジャンピングマッスルクラッシュに派生）
- ×モンゴルマン（レッグ・ラリアート）
- －グリムリパー（タッグマッチに移行のため無効試合）

タッグマッチ
- ○ジョン・ドウズ（グリムリパー / ターボメン、超人十字架落とし）

### 得意技（スプリングマン）
デビル・トムボーイ
岩盤をキックで削って作った階段、あるいはスタンド最上段に上り、実際のトムボーイのような動作で勢い良く降下し相手に襲い掛かる。大抵の相手は油断し、飛び掛かるスプリングマンの動きに惑わされるという。
螺旋壊体搾り
デビル・トムボーイで飛び掛かり、バネ状の体内に相手を捕捉して締め上げる技。ウルフマンを締め上げてバラバラにして殺害した。バネの縁を鋭利に変化させるスプリングナイフにより、さらに威力が増す。
ジャンピングマッスルクラッシュ
アニメオリジナル技。リキシマンが自身の筋肉で螺旋壊体搾りに堪えた際に使用。デビル・トムボーイで締め上げた状態で何度も飛び上がり、バネの伸縮と着地の衝撃で、締め上げに抵抗しようと硬直していたリキシマンの筋肉を潰して破壊した。これによりリキシマンの全身は浅黒く変色してしまい、再起不能に追い込まれ、その後原作のウルフマン同様に死亡した扱いとなった。
マシンガンキック
バネの性質を利用したキック。
スプリングトランスファー
バネの弾性パワーで高く上昇する。
スプリングサイクロン
相手の左腕にはまり込み、そのまま地面に叩きつける。
キラーコイルヘッドアタック
倒れた相手への頭突き。
スプリングダンス
アニメオリジナル技。倒れた相手の上で何度も飛び跳ねる技。
超人ドッジボール
バッファローマンとのツープラトン。バッファローマンがスプリングマンに何度も頭突きし、その反動を利用し相手に連続でボディアタックをしかける。アニメでは、スプリングマンの単体技に変更された。
スプリング・バズーカ
バッファローマンとのツープラトン。バッファローマンの右腕に絡み付き、引き伸ばされることで弓矢のように飛ぶ。
デビルエキスパンダー
バッファローマンとのツープラトン。バッファローマンがスプリングマンの身体を引き伸ばし、それが元に戻る反動で相手を挟む技。
ディアボロス・ロングホーン・トレイン
バッファローマンとのツープラトン。ジョン・ドウズ戦で使用。本来は、かつて自分を倒したモンゴルマン（ラーメンマン）と盟友バッファローマンによるロングホーン・トレインだが、「相棒が違うパートナーと使っていた胸クソ悪い技をパクってでも」と称して繰り出した。ターボメンのアースユニットによりボディの弾性が失われた代わりに足回りの硬度が上がり、追撃を続け高速で3連発を打ち込んだ。最後は上半身の力でバッファローマンを放り投げ、ロングホーンの一撃でトドメを刺す“ディアボロス・ロングホーン・トレイン”の4連打“死の舞い”でターボメンを倒した。

### プロフィール（スプリングマン）
- 種別 - 悪魔超人→正義超人[40]
- 出身 -  古代ギリシア[41]
- 身長体重 - 104〜950cm[41]（伸縮する）[42] 600kg[41]
- 超人強度 - 320万パワー[41]
- 年齢 - 4000歳[43]

#### 担当声優（スプリングマン）
- 田中秀幸（テレビアニメ『キン肉マン』）
- 吉野裕行（テレビアニメ『キン肉マン 完璧超人始祖編』[27]）

#### タイトル歴（スプリングマン）
- 悪魔超人タッグ選手権（パートナーはバッファローマン）[44]
- 悪魔将軍杯（タッグ部門）優勝 1980年（パートナーはバッファローマン、タッグ名はディアボロス）[42]

#### 異名（スプリングマン）
- 伸縮自在のバネ超人[30]
- 痛快・螺旋児[42]
- 地獄からきた死の螺旋[32]

## アトランティス

### 概要（アトランティス）
半魚人のような姿の水棲超人で、水中戦を得意とする。水を自在に操る能力を持ち、水流を吐いたり体内から霧を噴出することが可能。口癖は「ケケ〜」。アニメでは顎のエリマキ部分が省略されている。
練習嫌いで、超人ホイホイからの脱出直後はかなり太った体型だったが、元々コンディションの作り方が最高に上手く、対ロビンマスク戦の時にはきっちり体を絞っていた。また、ロビンマスク戦で付いた首の傷を厳しい訓練によって鍛え上げるなど、勝利のためなら努力は惜しまないストイックさも持つ。普段は海や川の中を主な活動場所としている。
ミートの足や霊体となった仲間を利用するなどファイトスタイルは卑劣だが、最後はキン肉マンに倒される。しかしアトランティスの敗北はバッファローマンによるキン肉バスター破りの足がかりとなった。アニメではこの展開がなく、キン肉マンとの戦いではアトランティスはタワーブリッジでKOされており、ミートの足もバッファローマンが持っていたため利用はされなかった。
7人の悪魔超人編にてロビンマスクを卑劣な手段で破ったことにより、卑怯者のイメージがついたが、ゆでたまごの嶋田自身は決してそうは思っておらず、再登場時には読者の見る目を変えたかったと話している。
学研の図鑑『キン肉マン「超人」』によると「魚類のなかま」の中の「半魚人の超人」に分類されており、魚類系超人の特徴としてえら呼吸により長く水中で戦うことができ、鎧のような鱗に覆われ体表が傷つきにくく防御力に長けているとされる。大西洋に沈んだ古代大陸のアトランティス族の末裔であり、ルーツは海水魚だが淡水での戦いも可能。また、『キン肉マンII世』に登場する悪魔の種子の1人ゲッパーランドは古代アトランティス族の亜種とされる。

### 経歴（アトランティス）
バッファローマンたちと共にファン感謝デーに乱入。キン肉マンに挑戦する際は「家族を1泊2日の温泉旅行に招待するぜ」と冗談半分に発言した。その発言にキン肉真弓は「こいつから戦え」と心動かされていた。
アイドル超人との対抗戦では、上野・不忍池にてウォーター・デスマッチでロビンマスクと対戦、ミートの足を囮に使う卑怯な手を使い、ロビンマスクを惨殺する。続くキン肉マンとの闘いでは悪魔霊術血しばりや、再びミートの足を囮にしたりとさらに卑怯な戦法を使ったが、前者は救世主モンゴルマンの霊界ポケット提供で、後者はキン肉マンの秘技Uボートでそれぞれ封じられ、最後はキン肉バスター（アニメではタワーブリッジ）により敗北した。しかし、キン肉マンには丸一日の休養が必要な出血多量（アニメでは水分減少）のダメージを、バッファローマンにはキン肉バスター破りのヒントを、それぞれ与える。ゆでたまごによれば、対戦場所に不忍池を選んだのは『ジャンプ』の連載表彰式会場から池が見えて、ここで戦わせたら面白そうと思ったためだという。
悪魔騎士に斬首された後は、アシュラマンに右腕を奪われ、右下の腕にされていた。
夢の超人タッグ編では悪霊となって登場。ミスター・カーメンと共にマッスル・ブラザーズを襲うが、マッスル・ローリングで潰されている。
キン肉星王位争奪編の初期には超人墓場で浮遊していた。その後、超人墓場から脱走を企てるが、「超人ハンター」ジ・オメガマンにハントされ、背中の巨大指にコレクションされてしまう。
それから約2年後に復活して、ロビンマスクに代わりイギリス・テムズ川で完璧・無量大数軍のマーリンマンと対戦。同じ水棲超人であるマーリンマンと互いの特殊能力を駆使した死闘を繰り広げる。勝負は水上のリングから水中へ移行し、アトランティスドライバーを破られ身体を刺し貫かれダウンしてしまう。しかし唯一自分を応援してくれていたポール少年の呼びかけに答え、一時的に復活。死力を尽くしたタワー・ブリッジでマーリンマンを逆転KOし、力尽きて死亡。相打ちに持ち込んだ。本シリーズではロビンマスクを侮辱するマーリンマンの発言に怒って反撃に出たりするなどかつてのロビンマスク戦を誇りに思っており、ロビンマスクに付けられた傷跡を弱点にならないように徹底的に鍛え上げている。また、自分を応援するポール少年に「悪魔なんぞ応援してたら、ろくな大人にならねぇぞ」と悪魔なりに気遣う声をかけるなど、正義超人戦ではなかった熱血漢的な面を見せている。アトランティスの奮戦についてはロビンマスクも「実に天晴れであった」と賞賛し、機会があれば再戦したいと語っていた。
続編『キン肉マンII世 究極の超人タッグ編』では、不忍池にアトランティスとロビンマスクの銅像が立てられている。

### 主要対戦成績（アトランティス）
- ○ロビンマスク（アトランティスドライバー）
- ×キン肉マン（キン肉バスター アニメではタワーブリッジ）
- △マーリンマン（タワーブリッジ）

### 得意技（アトランティス）
ウォーターマグナム
テッポウウオのように口から水流を発射する技。アニメではロビンマスクの鎧を溶かしていた。
ウォーターボール
口から吐いた水をボール状にして投げつける技。水流に比べて音が立たず命中率も高いと解説された。
アトランティスドライバー
相手の両脚を捕らえ、その間に自身の両膝を割り込ませた体勢で落下し、頭部を叩きつける。ロビンマスクを倒した技である。
アニメではジャイアントスイング状の技に変更。ロビンを池底清掃のショベルに投げ込んで惨殺している。
水芸・セントヘレンズ大噴火
アトランティスの水芸の中でも傑作とされる技。相手の額を割り、さらにネックハンギングツリーをかけることにより傷口から大量の血を噴出させる。マーリンマン戦ではブレーンバスターへの返し技として倒立状態で繰り出した。
初期のアニメでは血ではなく水に変更されており、体内から水分を奪う技になっている。
なお技の名称にあるセント・ヘレンズ山はアメリカ・ワシントン州にある山で、『キン肉マン』連載中の1980年5月18日に噴火した。
アトランティスミスト
アトランティスミスト腺と呼ばれる皮膚の穴から水の粒子を噴出し、霧を発生させ相手の視界を奪う。
ネックカットドロップキック
相手の喉元を切り裂くドロップキック。マーリンマン戦で使用。
なお、アトランティスはロビンマスク戦で同様のドロップキックを受けて喉元に傷を負っている。その後、古傷は狙われやすい弱点になるとして、喉元の皮膚を鍛え上げて分厚く強固なものとした。
タワー・ブリッジ
本来はロビンマスクの必殺技。「大嫌えな野郎の得意技」「悪魔のオレが最初で最後に見せる正義超人の技」と称して水中でマーリンマンに仕掛け、相打ちに持ち込んだ。

### プロフィール（アトランティス）
- 種別 - 悪魔超人[48]
- 出身 - アトランティス[50] /  オーストラリア・グレートバリアリーフ[41]（オーストラリア付近の海中とも[51]）
- 身長体重 - 178cm 94kg[41] / 200cm 130kg[52]
- 超人強度 - 145万パワー[41] / 250万パワー[52]
- 年齢 - 24歳[52]
- 得意デスマッチ - ウォーター・デスマッチ[41]

#### 担当声優（アトランティス）
- 岸野一彦（テレビアニメ『キン肉マン』[26]）
- 間宮康弘（テレビアニメ『キン肉マン 完璧超人始祖編』[27]）

#### タイトル歴（アトランティス）
- シドニー・プール・デスマッチ選手権[53]

#### 異名（アトランティス）
- 水の魔術師[30]
- 水の殺し屋[31]
- 誇り高き海の戦士[32]
- 最強の水棲超人[32]
- 鍛え抜かれた光鱗の鎧[32]
- 地獄からきた水棲マグナム[32]

## ミスター・カーメン

### 概要（ミスター・カーメン）
初登場は7人の悪魔超人編「役者がそろった!!の巻」。7人の中で最後に登場した超人。古代エジプトの王族のような姿をしており、特異な外見が多い悪魔超人の中にあって、人間然とした顔や姿を持つ数少ない一人。普段は口にマスクをしている。作中ではミイラパッケージで巻いた相手の体液をカルトゥーシュ・ストローと呼ばれる巨大ストローで吸い取る食人超人として知られていた。星占いが得意。またピラミッド形のリング内では自身の意のままにキャンバスなどを操ることができる。一人称は「わらわ」「オレ」「わたし」（ただし、完璧超人始祖編を除くアニメでは「わたし」に統一）。口癖は「マキマキ〜」（笑い声として7人の悪魔超人編では「カカカ〜」や「ケケケ〜」の場合もあった）。原作担当の嶋田によると「"ミイラパッケージ"という技を持ってたので、巻きつけるイメージが欲しかった」とのことである。アニメでは技を繰り出す際に独特な呪文を唱える。
性格は他の悪魔超人と同様に好戦的で、神のお告げと称して自分が戦おうとする場面もある。バッファローマンはミスター・カーメンを「基礎がしっかりしたトータルバランスの良いファイター」と評価している。
アニメでは今までに1100人の超人を殺めてきたという。
ゆでたまごはミスター・カーメンの名前を忘れ、友人にメールして聞いたことがあると語っている。

### 経歴（ミスター・カーメン）
キン肉マンとブラックホールとの試合の後、悪魔超人の勝利を確かめる星占いを行う場面で登場。この占いで、キン肉マンを助ける5つの星＝アイドル超人軍団が出現することが暗示された。
アイドル超人との対抗戦では、北海道UFO発着所にてピラミッドパワー・デスマッチでブロッケンJr.と対戦。ブロッケンをミイラパッケージに閉じ込めるが、謎の超人モンゴルマンの妨害に遭いレッグ・ラリアートでKO負け（記録上はブロッケンの勝利）。
悪魔騎士に斬首された後は、アシュラマンに左腕を奪われ、左下の腕にされていた。
夢の超人タッグ編では、悪霊となって登場。アトランティスと共にマッスル・ブラザーズを襲うが、マッスル・ローリングで潰されている。
完璧超人始祖編で復活。ブロッケンJr.に代わり東ドイツ・ブランデンブルク門で完璧・無量大数軍のクラッシュマンと対戦。数々の秘術を繰り出し、クラッシュマンをミイラパッケージに捕らえて水分を吸い取ろうとした。しかし肉体の半分が鋼鉄であるクラッシュマンはミイラにならず、頬からクラッシュマンの内部部品が飛び出してしまう。一度は脱出したアイアングローブからの脱出にも失敗し、敗北・死亡した。

### 補足（ミスター・カーメン）
7人の悪魔超人編での試合会場がUFO発着場だったのは、原作担当の嶋田が当時好きだったオカルト専門誌『月刊ムー』や、『火曜スペシャル』『木曜スペシャル』といった番組の影響から。また友人から聞いて「おもしろいと思い使いました」とも語っている。

### 主要対戦成績（ミスター・カーメン）
- ×ブロッケンJr.（モンゴルマンのレッグ・ラリアート）
- ×クラッシュマン（完掌・アイアングローブ）

### 得意技（ミスター・カーメン）
ミイラパッケージ
腰に巻いた布を広げて相手を包み込み、動きを封じたところにカルトゥーシュ・ストローを差し込んで肉体から水分を吸い取り、ミイラにしてしまう技。腰布の代わりにリングのシーツを使用したこともある。
ブロッケンJr.との闘いでは身代わりとなったレフェリーが犠牲となっている（アニメでは試合会場に居合わせたキン骨マンが、原作同様に身代わりで技にかかるも骨であるため無害だったという展開に変更されている）。ただし、体の半分が鋼鉄でできているクラッシュマンには無効。
怪光線
目から放たれる閃光。相手を動けなくする。
キバ地獄（ファラオ・カースヘッド）
自分の身体を隠して頭部だけを出現させ、相手の肩や頚動脈に噛み付く。
作中、ブロッケンJr.に使用した際は「泣いて謝れ」とギブアップを促していた。
顔強の術
古代エジプトに伝わる秘術。自分の顔面を硬化して攻撃を防御する。額のコブラを攻撃されると術が解除される。
ファラオ解骨術
古代エジプトの秘術。自分の身体を頭・胴・腰・両腕・両脚とバラバラに分割して攻撃を回避する。「集骨」の一声で元に戻る。

### プロフィール（ミスター・カーメン）
- 種別 - 悪魔超人
- 出身 -  エジプト・カイロ[22]
- 身長体重 - 189cm 98kg[22] / 200cm 150kg[52]
- 超人強度 - 130万パワー[22] / 200万パワー[52]
- 年齢 - 27歳[61] （3500歳説も[62]）

#### 担当声優（ミスター・カーメン）
- 田中亮一（テレビアニメ『キン肉マン』[注 3]）
- 戸谷公次（テレビアニメ『キン肉マン』第60話[63]）
- 堀秀行（テーマソング・台詞）
- 谷山紀章（テレビアニメ『キン肉マン 完璧超人始祖編』[27]）

#### タイトル歴（ミスター・カーメン）
- ピラミッドパワー・デスマッチ選手権[44]

#### 異名（ミスター・カーメン）
- ナイルの悪魔[64]
- 勝利を占うエジプトの怪超人[30]
- エジプトの秘術[32]
- ファラオの化身[32]
- 恐怖のキバ地獄[32]
- 地獄からきた呪いの王[32]

## ザ・魔雲天

### 概要（ザ・魔雲天）
初登場は7人の悪魔超人編「キン肉マン参上!!の巻」。柔道着を纏った岩山の姿の超人で、岩石で出来た巨大な身体と怪力が武器。口癖は「ゲヘヘヘ」。作中ではステカセキングが倒れた後に姿を現す。初登場して間も無い頃は目が丸く口が無かったが、途中から強面の容姿に変更された。完璧超人始祖編ではストロング・ザ・武道の攻撃により、岩の顔面が破壊され、目と歯が露見した。
ストロング・ザ・武道戦では巴投げや内股などの柔道殺法を使用している。また、悪魔超人一の握力を自負していた。作中では語られていないが超人格闘技に関する造詣が深く、関節技のオーソリティだったが、実戦においては技巧に走ることを嫌い、自分の巨体を生かしたスタイルにこだわる傾向があった。同じく巨体の悪魔超人であるサンシャインをライバル視している。
学研の図鑑『キン肉マン「超人」』によると「岩石・鉱物のなかま」に分類されており、岩石の超人の特徴として体は硬質だが決して関節が固いわけではなく、しなやかな動きを得意とするとされる。無機物の体はたくましい筋肉であり、鍛えればより剛健なものとなる。また、岩肌を構成する主成分はエベレスト山で多く見られる石灰岩を多く含み、炭酸カルシウムの比率が高い。

### 経歴（ザ・魔雲天）
キン肉マンとブラックホールの試合前に、キン肉マンに扮したテリーマンを悪魔超人たちが私刑する場面で初登場。バッファローマンの指示の下、マウンテン・ドロップでテリーマンを押し潰している。
アイドル超人との対抗戦では、秩父連山にて断崖絶壁デスマッチでテリーマンと対戦。自身の身体を周囲の山々にカモフラージュさせて登場。長期戦となり、仲間が次々に倒れたことで平常心を失ったテリーマンを追い詰めるが、立ち上がったテリーマンの全身全霊を傾けたブレーンバスターで逆転負けを喫する。しかしその衝撃でリングが耐え切れなくなり、テリーマンを道づれに谷底へと落下した（ただし、テリーマンは生還した）。
悪魔六騎士に斬首された後は、アシュラマンに左腕を奪われ、左中央の腕にされていた。
夢の超人タッグ編にて悪霊となって登場した際、霊界ポケットの破壊や、2代目キン肉マングレートの正体にいち早く気づきそうになるなど活躍した。マッスル・ブラザーズのマッスル・ローリングを受け止め、はぐれ悪魔超人コンビから悪魔超人昇進の確約を受けるが、直後に踏み潰されキャンバスに封じられた。キン肉星王位争奪編の初期には、超人墓場で浮遊していた。
完璧超人始祖編で復活し、テリーマンに代わりアメリカ・グランドキャニオンの空中決闘場にて完璧・無量大数軍のストロング・ザ・武道と対戦。7年間続けた鍛錬により巨大化を遂げており、この戦いは再び悪魔超人軍へ戻ったバッファローマンのため捨て石となる覚悟で臨んでいた。マウンテン・ドロップからの奇襲で戦いを仕掛けたものの武道の圧倒的な力に押され、脚が破壊された上、超人パワーを抜き取る「零の悲劇」で人間にされかけるが、最後まで超人として抵抗した末に敗れた。敗北後、残された力で武道もろともグランドキャニオンの谷底に転落して死亡する。
続編『キン肉マンII世』のスピンオフ作品「テリー・ザ・キッドの夜明け」ではテリーマン戦で絶命し超人墓場行きとなった後、テリーマンへの恨みの炎が大魔王サタンの目に止まり、次世代の正義超人を倒す命を受けて現世に復活している。息子・暴留渓（ボルケーノ）を作り、超人柔術の必殺テクニックを叩き込み、テリーマンの息子であるテリー・ザ・キッドと戦わせた。

### 補足（ザ・魔雲天）
『キン消し』では初期のデザイン基準で目は丸いまま。

### 主要対戦成績（ザ・魔雲天）
- ×テリーマン（ブレーンバスター）
- ×ストロング・ザ・武道（完武・兜砕き）

### 得意技（ザ・魔雲天）
マウンテン・ドロップ
1トンの超重量を活かしたフライングボディプレス。
逆行霊界ポケット返し
悪霊となった状態で使用。悪霊に苦戦するキン肉マングレート救出のために霊界ポケットに入ったブロッケンJr.を現世に送り返した。
アニメでは「岩石霊界ポケット返し」の名称で使用し、転がりながら突進してブロッケンJr.とリキシマンを霊界ポケットから叩き出した。

### プロフィール（ザ・魔雲天）
- 種別 - 悪魔超人[67]
- 出身 -  ネパール・エベレスト山[41]
- 身長体重 - 285cm 1000kg[41]
- 超人強度 - 300万パワー[28] / 50万パワー[41] / 90万パワー[69]
- 年齢 - 53歳[70] / 21歳[71]
- 得意デスマッチ - 断崖絶壁デスマッチ[41]

#### 担当声優（ザ・魔雲天）
- 北川米彦（テレビアニメ『キン肉マン』[26]）
- かぬか光明（テレビアニメ『キン肉マン 完璧超人始祖編』[27][注 4]）

#### タイトル歴（ザ・魔雲天）
- なし[28]

#### 異名（ザ・魔雲天）
- 超人山脈[30]
- 泣く子も黙る怪力無双[31]
- 泣く子も黙る超人山脈[32]
- 悪魔超人一の握力[32]
- 柔道殺法師範代[32]
- 回避不能なディザスター[32]
- 聳え立つ巨大な悪魔[32]
- 地獄からきた豪快雄峰[32]

## テーマソング
悪魔の猛牛
歌 - 宮内タカユキ / セリフ - 佐藤正治（バッファローマン） / 作詞 - 森雪之丞 / 作曲 - 芹澤廣明 / 編曲 - 田中公平
バミューダミステリー
歌 - 串田アキラ / セリフ - 郷里大輔（ブラックホール） / 作詞 - 吉田健美 / 作曲 - 小林克己 / 編曲 - 田中公平
地獄の山脈
歌 - 宮内タカユキ / セリフ - 北川米彦（魔雲天） / 作詞 - 吉田健美 / 作曲 - 小林克己 / 編曲 - 田中公平
（秘）カセット大変身
歌 - さとまさのり / セリフ - 二又一成（ステカセキング） / 作詞 - 森雪之丞 / 作曲 - 芹澤廣明 / 編曲 - 松井忠重
ファラオの呪い
歌 - 河内淳一 / セリフ - 堀秀行（ミスター・カーメン） / 作詞 - 吉田健美 / 作曲 - 小林克己 / 編曲 - 松井忠重

## ゲーム
『キン肉マンII世 超人聖戦史』では時の神の手により、超人ホイホイより解放される。7人の悪魔超人編のストーリー終了後、属性ゲージが一定以下なら仲間にできる。また主人公が選んだルートにより扱いが分かれる。以下にそれを示す。
- 正義ルート

キン肉マンもしくは主人公を操作し、ステカセキング、ブラックホールと連戦。その後、任意の超人でミスター・カーメン、魔雲天、アトランティスと団体戦、バッファローマン&スプリングマン組のタッグマッチに突入する。
- 中立ルート

7人の悪魔超人編における対抗戦で正義超人側に付くといずれか1人と戦闘可能。
- 悪行ルート

主人公が悪魔超人に仲間入り。正義超人との対抗戦ではミスターカーメン、魔雲天、アトランティス、スプリングマンを操作可能。
『キン肉マン マッスルグランプリ』では、バッファローマンが登場。移植作の『キン肉マン マッスルグランプリMAX』より残りの6人が登場している。
『ぱちんこキン肉マン 夢の超人タッグ編』でのマッスルタッグトーナメントでは、以下のタッグが登場する。
- 2000万パワーズ - バッファローマン、モンゴルマン
- 四次元殺法コンビ - ブラックホール、ペンタゴン
- 漆黒の武士道コンビ - ザ・魔雲天、ザ・ニンジャ
- ヘル・レプテリアンズ - アトランティス、スニゲーター
- エア・デビルズ - スプリングマン、プラネットマン
- 血殺カリスマティック - ミスター・カーメン、ジャンクマン
- 殺人家電コンビ - ステカセキング、ウォッチマン
- 幻の悪魔超人コンビ[注 5] - ミスターアメリカン、プリプリマン

2000万パワーズと四次元殺法コンビ以外はオリジナルタッグとなる。